# Conocara murrayi
Conocara murrayi é uma espécie de peixe pertencente à família Alepocephalidae.
A autoridade científica da espécie é Koefoed, tendo sido descrita no ano de 1927.

## Portugal
Encontra-se presente em Portugal, onde é uma espécie nativa.

## Descrição
Trata-se de uma espécie marinha. Atinge os 34 cm de comprimento padrão nos indivíduos do sexo masculino.